# Matt Parkman
Matt Parkman egy kitalált szereplő a Hősök (Heroes) című televíziósorozatban, akit Greg Grunberg alakít. Egy Los Angeles-i rendőrtiszt, aki a városban él feleségével, Janice-szel.
Miközben egy gyilkosság helyszínét biztosítja egy kislány segélykérő suttogását hallja a közeli házból. A házban egy rejtett ajtó mögött megtalálja a kislányt, akinek a szüleit megölték. Hamar rádöbben, hogy a kislánynak nem a hangját, hanem a gondolatait hallotta meg.